# مهدي عباسوف
مهدي يوسف أغلو عبّاسوف(بالأذرية: Mehdi Abbasov) هو بطل وطني أذربيجاني، ومحارب في حرب ناغورني كاراباخ. كما حصل على لقب ماجستير في الرياضة في الاتحاد السوفياتي. واستشهد في 13 يناير 1992 في منطقة ملكيان في أذربيجان.

## حياته ونشأته
ولد في 1 يناير 1960 في قرية ينيول بمنطقة أماسيا في أذربيجان الغربيّة. درس في مدرسة ثانوية قرية ينيول من عام 1966 إلى عام 1976. في عام 1977، كان مهدي في الحادية عشرة من عمره، طُردت أسرته من أرضها الأصليّة وانتقلت إلى قرية كولان في منطقة تولكوباش في جمهوريّة كازاخستان تحت ضغط القوميين الأرمن. في عام 1980، التحق مهدي بقسم التدريب في معهد شيمكنت التربوي، ثم تابع تعليمه في معهد البيداغوجية في كاراجان. تخرج في عام 1985 وحصل على درجة في التدريب العسكري الأولي والتربية البدنيّة. تم تعيين مهدي عباسوف للعمل في وزارة الشؤون الداخلية لجمهورية أذربيجان في 28 يونيو1991 حيث بدأ العمل كملازم أول في وزارة الشؤون الداخلية.

## حياته الشخصيّة
كان أعزب.

## الأنشطة العسكريّة
قد فاز المهدي باسم «ميخايلو» لشجاعته. وقد تم تكريمه أربع مرات من قبل وزارة الداخلية. كانت المعركة الأخيرة لميخايلو في 13 يناير 1992. كان واحدا من الشخصيّات الرئيسيّة خلال المعارك حول قرية مليكان واستشهد مهدي عباسوف في قتال من أجل قرية مليكان.

## النصب التذكاري
```
منح مهدي عباسوف بعد وفاته لقب «البطل الوطني لأذربيجان» بموجب مرسوم من رئيس جمهورية أذربيجان بتاريخ 6 يونيو 1992. ودفن في ممر الشهداء في العاصمة باكو.
يطلق على قرية روشان السابقة في منطقة إسماعيلي اسم «مهديكاند» على شرف مهدي عباسوف. وسمّي أحد الشوارع المركزية في حي الإسماعيلية بعده.
في عام 2018, عرض فيلم «وجهة خاصة» مخصص لمسيرة مهدي عباسوف ومسار القتال الذي أقيم في مدينة إسماعيلي.
```